# Villa Santa Lucia
Villa Santa Lucia là một đô thị ở tỉnh Frosinone trong vùng Lazio, có vị trí cách khoảng 110 km về phía đông nam của Roma và khoảng 35 km về phía đông nam của Frosinone. Tại thời điểm ngày 31 tháng 12 năm 2004, đô thị này có dân số 2.696 người và diện tích là 18,1 km².
Đô thị Villa Santa Lucia có các frazione (subdivision) Piumarola e Pittoni.
Villa Santa Lucia giáp các đô thị: Cassino, Piedimonte San Germano, Pignataro Interamna, Terelle.